# Энал
Энал (др.-греч. Ἔναλος) — герой древнегреческого мифа.
Юноша с Лесбоса, влюбленный в дочь Сминфия, которую по жребию принесли в жертву нереидам и Амфитрите и бросили в море. По молве, он бросился за ней, их подхватили дельфины и вынесли на землю. Осьминог вынес из моря камень, и Энал посвятил его Посейдону.